# Audan Qaratöbe
Der Audan Qaratöbe (kasachisch Қаратөбе ауданы Qaratöbe audany, russisch Каратобинский район Karatobinski rajon) ist ein Bezirk im Gebiet Westkasachstan in Kasachstan.

## Bevölkerung
Bei der Volkszählung 1999 hatte der Audan Qaratöbe 21.115 Einwohner. Die Volkszählung 2009 ergab für den Bezirk eine Einwohnerzahl von 16.879. Bei der letzten Volkszählung 2021 lebten 13.629 Menschen im Audan Qaratöbe. Die Fortschreibung der Bevölkerungszahl ergab zum 1. Januar 2025 eine Einwohnerzahl von 13.169.
| Einwohnerentwicklung               | Einwohnerentwicklung | Einwohnerentwicklung | Einwohnerentwicklung | Einwohnerentwicklung | Einwohnerentwicklung | Einwohnerentwicklung | Einwohnerentwicklung |
| 1939                               | 1959                 | 1970                 | 1979                 | 1989                 | 1999                 | 2009                 | 2021                 |
| ---------------------------------- | -------------------- | -------------------- | -------------------- | -------------------- | -------------------- | -------------------- | -------------------- |
| 16.053                             | 12.884               | 18.213               | 20.356               | 22.087               | 21.115               | 16.879               | 13.629               |
| Anmerkung: Volkszählungsergebnisse |                      |                      |                      |                      |                      |                      |                      |

## Verwaltungsgliederung
Der Audan Qaratöbe ist in acht ländliche Bezirke (kasachisch Ауылдық округ Auyldyq okrug; russisch Сельский округ Selski okrug) gegliedert (Stand: 2021).
| Ländlicher Kreis | Einwohner | Einwohner | Orte                                      |
| Ländlicher Kreis | 2009      | 2021      | Orte                                      |
| ---------------- | --------- | --------- | ----------------------------------------- |
| Aqqosy           | 1088      | 740       | Aqqosy, Bessoba, Qorschyn, Qosbas         |
| Jegindiköl       | 1481      | 755       | Jegindiköl                                |
| Qaraköl          | 1282      | 787       | Alaköl, Aqtai, Qosköl                     |
| Qaratöbe         | 5765      | 6002      | Qaratöbe, Schöptiköl, Sonaly, Üschaghasch |
| Qosköl           | 1471      | 946       | Qosköl, Schalghyn                         |
| Saralschyng      | 1750      | 1473      | Qaraqamys, Säule                          |
| Schussandyoi     | 1464      | 1049      | Chanköl, Schussandyoi                     |
| Sulyköl          | 2578      | 1877      | Sulyköl, Temirbek, Tölen, Üschana         |